# Morisawa
Pour les articles homonymes, voir Morisawa (homonymie).
Morisawa (モリサワ en japonais) est une compagnie japonaise de photocomposition, de logiciels de publication assistée par ordinateur et une fonderie typographique numérique basée à Osaka. Elle produit notamment le logiciel de mise en page MC-B2. 
Depuis 1984, elle organise la compétition Morisawa Type Design Competition.